# Richard Jügler
Richard Jügler (* 25. April 1889 in Alsleben (Saale); † nach 1941) war ein deutscher Journalist und Hauptschriftleiter.

## Leben und Wirken
Er war der Sohn des königlich-preußischen Zollsekretär Carl Jügler und seiner Ehefrau Mathilde, geb. Schiebe und wurde in der preußischen Provinz Sachsen geboren. Nach dem Besuch der Realschule und des Realgymnasiums in Magdeburg studierte Jügler an der Universität Halle-Wittenberg Philologie und Geschichte. Dort wurde 1911 mit einer Dissertation über Charles Dickens promoviert. Seit dem Studium gehörte er der Neuphilologischen Verbindung Franconia Halle (später Corps Franconia Halle im RSC) an. 1919 verlobte er sich mit Fräulein Ella Geck.
Jügler diente als Unteroffizier einer Reserve-Fernsprechabteilung im Ersten Weltkrieg. 1916 wurde er mit dem Eisernen Kreuz II. Klasse ausgezeichnet.
Ab 1927 leitete er den politischen Teil der Berliner Börsen-Zeitung, in die er am Ende des Ersten Weltkrieges eingetreten war. 1931 traf er Mussolini Später wurde er Hauptschriftleiter des im selben Haus ansässigen Verlages Die Wehrmacht. Am 15. November 1935 wurde er von Joseph Goebbels zum Mitglied des Reichskultursenats ernannt. 1941 ist er als Chefredakteur noch in Berlin nachweisbar.

## Schriften
- Über die Technik der Charakterisierung in den Jugendwerken von Charles Dickens. Dissertation Halle a. S., 1912.
- Die Politik der Berliner Börsen-Zeitung. 75 Jahre Dienst am Vaterland. In: 75 Jahre Berliner Börsen-Zeitung. Berlin 1930, S. 55–64.
- Gespräch mit Mussolini. In: Berliner Börsen-Zeitung 29. April 1931.